# Iharas lemma
Inom matematiken är Iharas lemma, introducerad av Ihara (1975, lemma 3.2) and named by Ribet (1984), ett resultat som säger att nollrummet av summan av två p-degenerationsavbildningar från J0(N)×J0(N) till J0(Np) är Eisenstein om primtalet p inte delar N. Här är J0(N) Jacobivarieteten av kompaktifikationen av modulära kurvan av Γ0(N).